# سیارک ۴۲۶۵
سیارک ۴۲۶۵ (به انگلیسی: 4265 Kani، نامگذاری:1989TX) چهار هزار و دویست و شصت و پنجمین سیارک کشف شده‌است که در ۸ اکتبر ۱۹۸۹ کشف شد.
قدر مطلق سیارک برابر ۱۲٫۸۰ است.